# Powiat karkonoski
Powiat karkonoski (w latach 1999–2020 pod nazwą powiat jeleniogórski) – powiat w Polsce, położony w południowo-zachodniej części województwa dolnośląskiego. Jego siedzibą, niewchodzącą zarazem w jego skład jest miasto Jelenia Góra.

## Podział administracyjny
Powiat karkonoski (wówczas pod nazwą jeleniogórski) powstał 1 stycznia 1999 roku wskutek reformy administracyjnej, której jednym z aspektów było wprowadzenie powiatów jako drugiego szczebla administracji, pomiędzy województwami i gminami. Został stworzony z części znoszonego województwa jeleniogórskiego.
Terytorium powiatu zostało określone w kształcie podobnym do tego, jaki posiadał on przed swoją likwidacją w 1975 roku – jedyną różnicą są tereny, które w 1976 i 1998 roku włączono do Jeleniej Góry (miasta Cieplice Śląskie-Zdrój i Sobieszów oraz miejscowość Maciejowa z gminy Janowice Wielkie).
Z powiatem karkonoskim graniczą jednostki:
- powiat złotoryjski od północy,
- powiaty jaworski i kamiennogórski od wschodu,
- powiat lwówecki od północnego zachodu.

Dodatkowo, powiat otacza od zachodu, północy i wschodu Jelenią Górę, a od południa graniczy z krajami hradeckim i libereckim w Czechach.
W skład powiatu wchodzi 9 gmin: 4 miejskie oraz 5 wiejskich. Na jego terenie położone są cztery miasta: Karpacz, Kowary, Piechowice oraz Szklarska Poręba.
| Gmina   | Gmina   | Gmina | Gmina            | Pow. (2025) | Ludność (2024) | Siedziba         |
| TERYT   | Typ     | Nazwa | Nazwa            | Pow. (2025) | Ludność (2024) | Siedziba         |
| ------- | ------- | ----- | ---------------- | ----------- | -------------- | ---------------- |
| 0206011 | miejska |       | Karpacz          | 37,99       | 4140           | —                |
| 0206021 | miejska |       | Kowary           | 37,38       | 9520           | —                |
| 0206031 | miejska |       | Piechowice       | 43,17       | 5668           | —                |
| 0206041 | miejska |       | Szklarska Poręba | 75,44       | 5588           | —                |
| 0206052 | wiejska |       | Janowice Wielkie | 57,87       | 4046           | Janowice Wielkie |
| 0206062 | wiejska |       | Jeżów Sudecki    | 94,28       | 8002           | Jeżów Sudecki    |
| 0206072 | wiejska |       | Mysłakowice      | 87,97       | 9545           | Mysłakowice      |
| 0206082 | wiejska |       | Podgórzyn        | 82,51       | 8111           | Podgórzyn        |
| 0206092 | wiejska |       | Stara Kamienica  | 110,55      | 5244           | Stara Kamienica  |

Od powstania powiatu, dokonano dwóch nieudanych prób zmian jego granic:
- w 2000 roku, z powiatu złotoryjskiego do powiatu jeleniogórskiego próbowały przenieść się gmina Świerzawa i miasto Wojcieszów[14],
- w 2019 roku, drugą próbę podjął samodzielnie samorząd miasta Wojcieszowa[15].

### Zmiana nazwy powiatu
W 2012 roku samorządowcy z Karpacza i Szklarskiej Poręby wysunęli projekt zmiany nazwy powiatu na powiat karkonoski.
W 2020 r. do ministra właściwego do spraw administracji publicznej wpłynął wniosek Rady Powiatu Jeleniogórskiego w tej sprawie. Intencja zmiany została uzasadniona względami identyfikacyjnymi i promocyjnymi. Według radnych, po zmianie nazwy powiat byłby utożsamiany z Karkonoszami, jego główną atrakcją turystyczną, nie zaś z Jelenią Górą, która jedynie pełni funkcję jego siedziby, nie wchodząc jednocześnie w jego skład. Podniesiono również argument stworzenia przez gminy powiatu wspólnej „Marki Karkonosze”, w ramach której promowany jest cały region.
Rada Ministrów przychyliła się do argumentacji wnioskodawców i 29 lipca 2020 roku wydała rozporządzenie, na mocy którego z dniem 1 stycznia 2021 roku powiat jeleniogórski zmienił nazwę na powiat karkonoski.

## Pokrycie terenu
Powiat karkonoski według danych z 2025 roku zajmował powierzchnię 627,16 km², co stanowiło 3,1% powierzchni województwa dolnośląskiego. Pod względem powierzchni zajął 17. lokatę spośród 26 powiatów w województwie oraz 243. miejsce wśród 314 powiatów Polski. Największą część powierzchni powiatu zajmowały grunty leśne (50,8%) oraz rolne (40,8%). Zabudowanych i zurbanizowanych było 7,2% terenów, zaś pod wodami znajdowało się ich 1,1%.
|  |

## Demografia
Według stanu z 31 grudnia 2024 roku w powiecie karkonoskim zamieszkiwało 59 864 mieszkańców: 31 010 kobiet (51,8% ludności) i 28 854 mężczyzn (48,2%), czyli 2,1% ludności województwa dolnośląskiego. Gęstość zaludnienia w powiecie wyniosła 95 osób na km². Pod względem ludności powiat karkonoski zajął w 2024 roku 13. miejsce spośród 26 powiatów w województwie oraz 189. lokatę wśród 314 powiatów Polski.
Wskaźnik urbanizacji wyniósł 41,6%; w miastach w tym dniu mieszkało 24 916 osób, zaś na wsi 34 948 osób.
|  |

|  |  |

## Gospodarka
W końcu listopada 2019 liczba zarejestrowanych bezrobotnych w powiecie obejmowała ok. 1,6 tys. mieszkańców, co stanowi stopę bezrobocia na poziomie 8,1% do aktywnych zawodowo.

## Starostowie powiatu

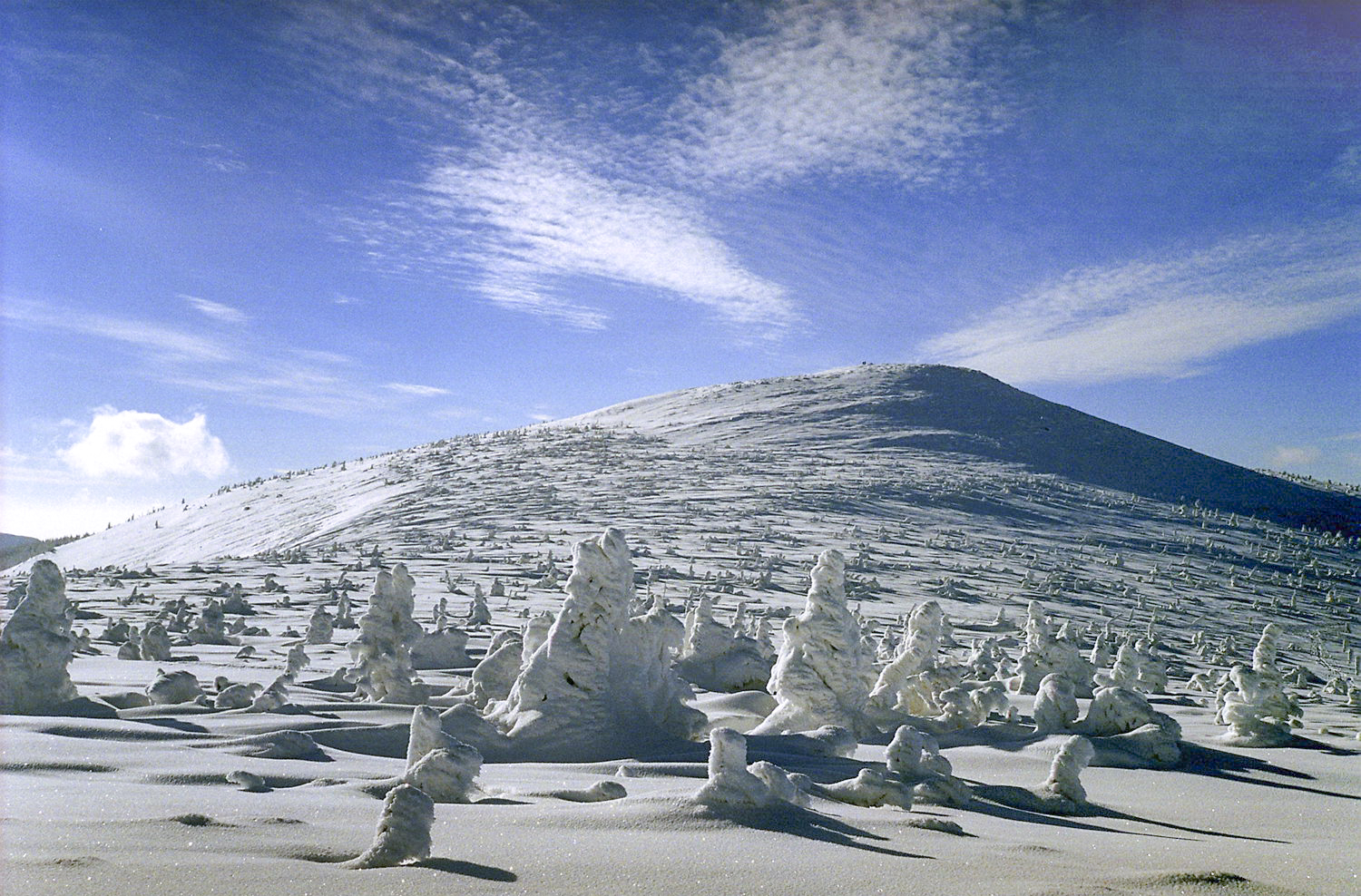
Karkonosze – jedna z największych atrakcji w powiecie karkonoskim

Do końca 2020 roku na czele zarządu powiatu stał starosta jeleniogórski. Jego tytuł uległ zmianie 1 stycznia 2021 roku, wraz z wejściem w życie nowego statutu powiatu.
Na podstawie źródła:

### Starostowie jeleniogórscy
- Ryszard Brol (13 listopada 1998 – 28 listopada 2002)
- Jacek Włodyga (29 listopada 2002 – 15 grudnia 2014)
- Anna Ewa Konieczyńska (15 grudnia 2014 – 22 listopada 2018)
- Krzysztof Wiśniewski (22 listopada 2018 – 31 grudnia 2020)

### Starostowie karkonoscy
- Krzysztof Wiśniewski (od 1 stycznia 2021)

## Współpraca międzynarodowa
W lipcu 2007 powiat zawarł umowę partnerską z powiatem Bamberg w Bawarii.